# کنتا اویشی
کنتا اویشی (ژاپنی: 大石 健太؛ زادهٔ ۱۲ مهٔ ۱۹۹۱) یک بازیکن فوتبال اهل ژاپن است.
از باشگاه‌هایی که در آن بازی کرده‌است می‌توان به باشگاه فوتبال فوجی‌ئدا اشاره کرد.